# Diplacrum
Diplacrum R.Br. é um género botânico pertencente à família Cyperaceae.

## Sinônimo
- Pteroscleria Nees

## Espécies
| - Diplacrum africanum - Diplacrum capitatum - Diplacrum caricinum - Diplacrum exiguum - Diplacrum guianense - Diplacrum laevissimum - Diplacrum longifolium - Diplacrum mitracarpoides | - Diplacrum monocephalum - Diplacrum notopterum - Diplacrum pygmaeopsis - Diplacrum pygmaeum - Diplacrum reticulatum - Diplacrum tridentatum - Diplacrum zeylanicum |